# Louis-Antoine de Noailles
Louis-Antoine de Noailles, född den 27 maj 1651 i Paris, död där den 4 maj 1729, var en fransk kardinal. Han var son till Anne de Noailles, hertig av Noailles och bror till Anne Jules de Noailles, hertig av Noailles.
Noailles blev 1680 biskop av Châlons-sur-Marne och 1695 ärkebiskop av Paris samt erhöll 1700 kardinalsvärdigheten. I striden mellan Bossuet och Fénelon rörande kvietismen och likaså i fråga om jansenismen och dess förkämpe Quesnel intog Noailles, som på kyrkliga möten på 1680-talet varit en av gallikanismens förkämpar, till en början en för hovet och jesuiterna förargelseväckande hållning, men ändrade ståndpunkt och slutade med att 1728 villkorligt erkänna den 1713 mot Quesnel utfärdade bullan Unigenitus.